# Colonia el Ameyal
Colonia el Ameyal är en ort i Mexiko, tillhörande kommunen Chapultepec i delstaten Mexiko, i den centrala delen av landet. Orten hade 151 invånare vid folkräkningen 2010.